# Gallito ciego (película)
Gallito ciego es una película argentina con guion y dirección de Santiago Carlos Oves cuyo nombre completo es Gallito ciego (Nada es lo que parece), que se estrenó el 22 de marzo de 2001 perteneciente al género policial que tuvo como protagonistas a Gustavo Garzón, Rodrigo De la Serna, Héctor Bidonde, Aída Luz y Érica Rivas. Fue la última película de Aída Luz, diva de la época de oro del cine argentino.

## Sinopsis
Un joven, encarnado por Rodrigo de la Serna, y que vive con su abuela, Aída Luz, está en busca de su primer empleo. Cuando se encuentra con el Dr. Benavídez, personificado por Héctor Bidonde, comenzarán sus desventuras.

## Opiniones del director
En un reportaje Oves explicó que la situación de desocupación fue una de las cosas que le motivó a escribir el guion de Gallito ciego y dos años después, al comenzar la filmación, esa situación no había cambiado. Agregó que el protagonista del filme es un chico normal que sale de la secundaria, con problemas graves, y tampoco es contenido por la sociedad. Este joven tiene que vivir con su abuela en condiciones precarias por tener un padre ausente que es un exiliado económico. Si antes podía haber el problema de los padres divorciados, al momento del film la cosa es más complicada, porque había una emigración al exterior que determina muchos desmembramientos en las familias.

## Reparto
- Gustavo Garzón ... Repetto
- Rodrigo de la Serna ... Facundo Di Paolo
- Héctor Bidonde …Dr. Benavídez
- Aída Luz ... Abuela de Facundo
- Erica Rivas ... Fernanda
- Alicia Zanca ... Mabre de Fernanda
- Martín Coria ... Portero
- Paulo Bispo ... Negro
- Darío Spindler ... Flaquito
- Alberto Busaid ... Enfermero
- Silvia Iglesias ... Marisa
- Marcos Zucker ... Jubilado
- Julio Karp ... Padre de Facundo

## Críticas
El crítico Gustavo Castagna opinó en El Amante del Cine:

"Oves no omite escenas convencionales (el sexo, cierto look grotesco en la relación entre el protagonista y su abuela, el estereotipo del policía que encarna Garzón) que menoscaban el profesionalismo y la prolijidad con la que se narra la historia".

Por su parte Marcelo Zapata escribió en Ámbito Financiero:

"La progresión de la historia es coherente y el suspenso, sostenido. La buena pintura de ambientes y la introducción de personajes secundarios contribuyen a que se trasluzca una Buenos Aires verosímil, cruel y desorientada igual a la penosa aventura en la que se ve envuelto el inocente protagonista, y por fortuna sin los subrayados gruesos, a veces grotescos, por los que tanta inclinación sienten muchos libretistas del cine argentino actual"

En la crónica del diario La Nación dice Adolfo C. Martínez:

"El guion ofrece las posibilidades de confrontar el engaño con la verdad y habla, a su vez, de la soledad y de la búsqueda del amor....una historia en la que no faltan personajes reconocibles y conmovedores y un ámbito ciudadano al que una cámara inquieta sigue con indudable pericia...Oves es un hábil cineasta tal vez no demasiado reconocido por el público y por la crítica. Posee la apetencia de la sinceridad, sabe narrar sin altisonancias y maneja sus historias con agudeza. Todos estos elementos están presentes en su nueva obra. Pero están, también, algunas reiteraciones en el guion y un manejo de actores casi siempre librados a su suerte. Garzón se inserta sin demasiado vigor en la piel de ese policía que se convierte en perseguidor del muchacho, interpretado con cierta apatía por Rodrigo de la Serna. Entre ambos se desarrollan las situaciones más inquietantes del film, que tiene en Erica Rivas, como esa novia dulce, a una joven actriz que sale muy airosa de su cometido...."Gallito ciego..." queda, pues, como una apuesta a la sinceridad y se adentra en la tradición del género policial, olvidado a veces por nuestra cinematografía. Si al film le falta rigor expositivo y una mayor compenetración de sus protagonistas, no por ello deja de cumplir con su cometido de entretener por el camino del suspenso y de cierta pátina de ternura. Lo que no es poco.